# Bateria Saint Anthony
Bateria Saint Anthony (malt. Batterija ta' Sant'Antnin, it-Trunciera, ang. Qala Battery) – bateria zbudowana w latach 1731–1734 około 2 km na wschód od miejscowości Qala na wyspie Gozo. Jest jedną z kilku pozostałych do dziś osiemnastowiecznych fortyfikacji nabrzeżnych zbudowanych przez joannitów i jedną z dwóch na Gozo. Bateria St. Anthony stanowi unikalny przykład obiektu tego typu. Głównie z powodu bardzo dobrego stanu zachowania obiektu oraz tego, że sama bateria jak i jej najbliższe otoczenie nie uległo w zasadzie zmianom od ukończenia jej budowy w 1732 roku.

Została nazwana na cześć wielkiego mistrza Antonio Manoel de Vilhena, za którego panowania została wzniesiona i który w pełni sfinansował jej budowę. Prawdopodobnie zaprojektował ją francuski inżynier Charles François de Montdion. Budowa umocnień rozpoczęła się w 1731 roku, a główne prace zakończono w grudniu 1732 roku. Wykończenie obiektu trwało jeszcze przez kolejne dwa lata do 1734 roku. Bateria została zbudowana na planie sześciokąta wpisanego w półkole z pojedynczym redanem od strony lądu. Od strony morza znajdują się stanowiska dziewięciu dział, umieszczone po trzy na trzech bokach baterii. 

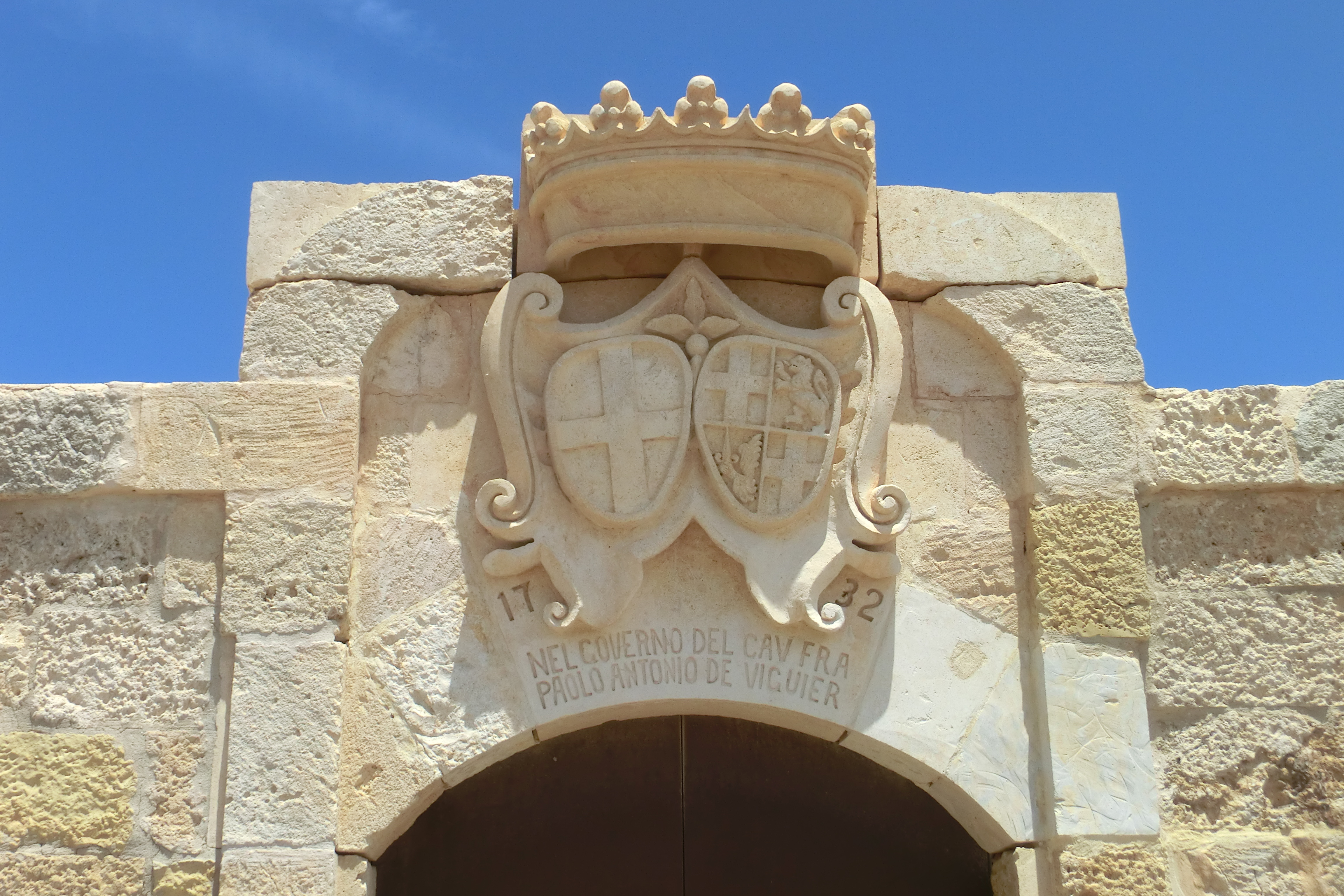
Odtworzone herby nad bramą główną

W redanie umieszczono wejście do baterii zwieńczone łukiem, na którym znajdują się płaskorzeźby z dwoma herbami. Centralną część baterii zajmuje budynek składający się z trzech pomieszczeń, mieszczących pomieszczenia załogi oraz magazyn prochu i amunicji.
Początkowo bateria miała być uzbrojona w ciężkie działa, wśród których miały się znaleźć dwie armaty 36-funtowe uzupełnione armatami 24-funtowymi. Jednak z nieznanych powodów plany zmieniono, już po zaopatrzeniu baterii w amunicję do nich. W 1770 roku wyposażenie baterii stanowiło pięć armat 8-funtowych z zapasami amunicji (420 kulami armatnimi oraz 58 kartaczami) oraz trzy armaty 6-funtowe (175 kulami armatnimi oraz 61 kartaczami).
Od 2007 roku bateria jest zarządzana przez organizację Din l-Art Ħelwa National Trust of Malta wraz z lokalnymi władzami Qala Local Council oraz rządową agencją Malta Environment and Planning Authority (MEPA). 30 marca 2012 roku została wpisana na listę National Inventory of the Cultural Property of the Maltese Islands pod numerem 00039.